# Панфилов, Иван Иванович
Иван Иванович Панфилов (9 [20] апреля 1720 — 19 [30] июня 1794) — протоиерей Русской церкви, духовник императрицы Екатерины II (с 1770 года), член Святейшего Синода (с 1774 года) и Академии Российской (с 1783 года). Первый представитель белого духовенства, удостоенный права ношения митры (1786 год).

## Биография
Родился в Санкт-Петербурге в семье священника лейб-гвардии Семёновского полка. До 12 лет получал домашнее воспитание, а затем в 1733 году по распоряжению Санкт-Петербургского духовного правления был внесен в список детей священнослужителей «к определению в Александроневскую семинарию для обучения». В тот же год указом Синода от 10 сентября был помещён в семинарию где обучался по 1739 год. В семинарии Иван Панфилов обучался латинскому и греческому языкам, географии, истории, пиитике и риторике. В 1740 году его отец был переведён в Москву протопопом Благовещенского собора Кремля, а сына перевели в Московскую Славяно-греко-латинскую академию. В ней он изучал философию и богословие и в 1744 году окончил полный курс обучения.
31 марта 1745 года московским архиепископом Иосифом (Волчанским) Иван был рукоположен во священника к церкви Успения Пресвятой Богородицы в Печатниках, в которой он прослужил семь лет. Высокое служебное положения отца позволило Ивану познакомиться с многими современными ему церковными иерархами. Указом Синода от 1 июня 1752 года по инициативе Санкт-Петербургского епископа Сильвестра (Кулябки), старавшегося привлечь в состав петербургского духовенства образованных клириков, Иван был переведён в столицу настоятелем Никольского храма на Морском полковом дворе.
В год назначения Ивана Панфилова настоятелем Никольского храма было принято решение заменить его ветхое здание каменным, двухэтажным. Как новый настоятель отец Иоанн принял деятельное участие в строительстве. Его проповеди привлекли поток пожертвований, и 17 марта 1762 года «за труды проповедания слова Божия и за участие в построении, освящении и украшении храма» он был возведён в протоиереи. Освящение главного (Богоявленского) престола верхнего храма Никольского (Богоявленского) Морского собора состоялось 20 июля 1762 года в присутствии императрицы Екатерины II. На освящении Иван Панфилов первый раз обратил на себя внимание императрицы. Как настоятель собора и талантливый проповедник отец Иоанн стал известен в кругах высших и придворных сановников, его собор в торжественных случаях посещала императрица и оказывала ему своё благоволение.

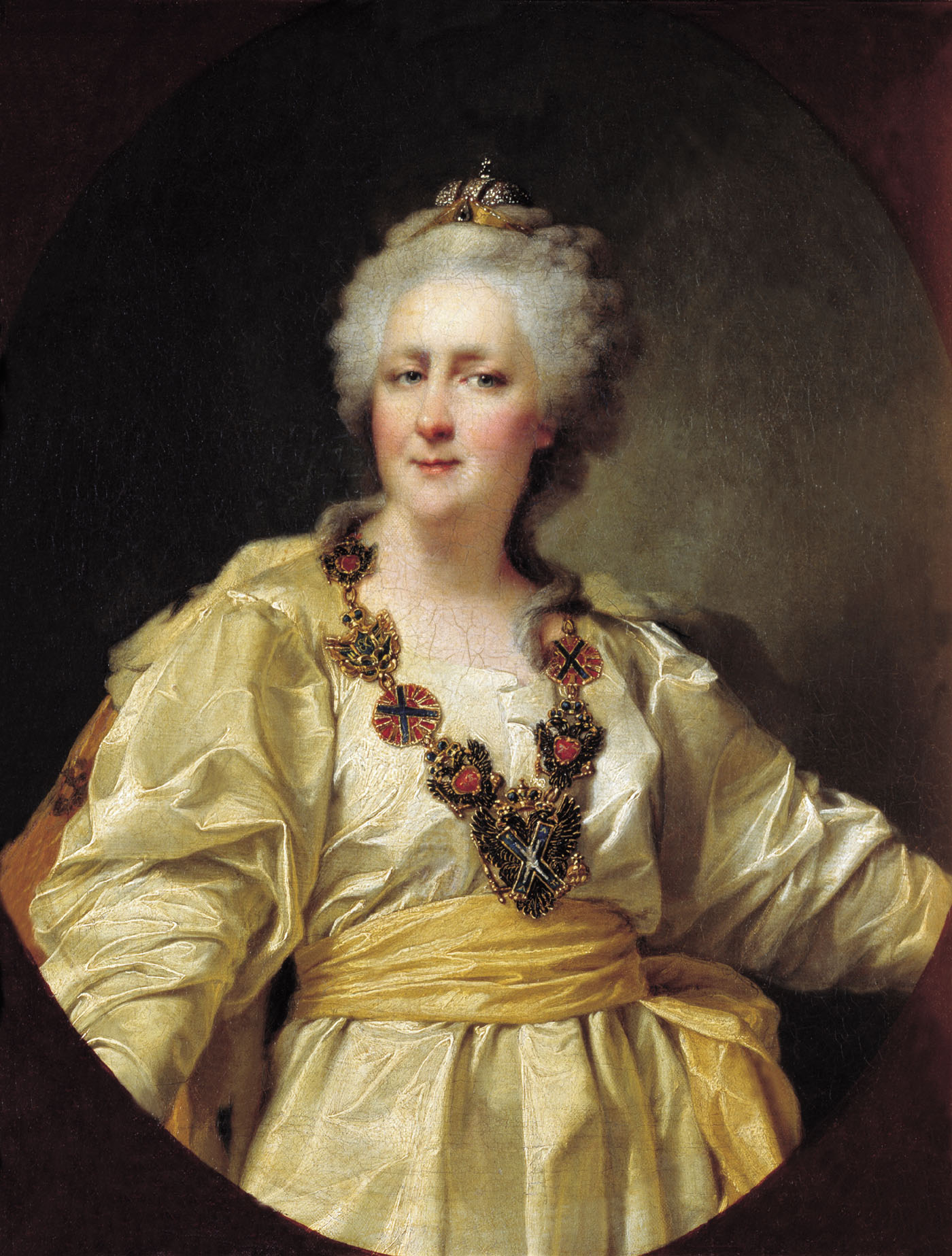
Императрица Екатерина II

25 февраля 1770 года императрицей Екатериной II был издан высочайший указ:

Богоявленского собора, что в Морской, протопопа Иоанна Панфилова, которого мы определили быть нашим духовником, перевести в протопопы московского Благовещенского собора.

Синодом указ был разослан во все епархии и имя Ивана Панфилова стало известно духовенству империи. Расположение императрицы к своему духовнику быстро росло и 21 июня 1774 года был выпущен новый указ: «Указ нашему Синоду. Всемилостивейше повелеваем нашему духовнику, Благовещенского собора протоиерею Иоанну присутствовать в нашем Синоде». В тот же год Екатерина пожаловала отцу Иоанну золотой наперсный крест, осыпанным бриллиантами, на широкой голубой ленте, который он надевал при богослужении поверх фелони.
В 1786 году отец Иоанн впервые в истории Русской церкви стал митрофорным протоиереем. 28 ноября А. А. Безбородко писал ему: «по отзывам её императорского величества я заключаю, что она хочет почтить вас отличным знаком её милости. Я для сего советую вашему высокопреподобию завтрашнюю обедню служить особой вашей, разумея просто, без собора; ибо, кажется, так положено, чтобы после обедни вас удостоят той почести». На следующий день Иван Панфилов совершал литургию в дворцовой церкви и после её окончания императрица лично возложила на его голову украшенную драгоценными камнями митру. В 1787 году Иван Панфилов сопровождал Екатерину II в её путешествии по югу империи, а по возвращении в Москве в Успенском соборе по тайному поручению императрицы за литургией впервые провозгласил Платона (Левшина) митрополитом Московским.
Доверием и расположением императрицы Иоанн Панфилов пользовался до конца своей жизни. Он скончался утром 20 июня 1794 года, был погребён на Лазаревском кладбище Александро-Невской лавры. Над могилой был установлен саркофаг из серого гранита с накладной плитой из белого мрамора. В её верхней части помещены изображения аналоя, креста и митры, а ниже надпись: «Здѣсь погребенъ святѣйшаго правительствующаго сѵнода членъ ея императорскаго величества духовникъ московского благовѣщенскаго собора протоіерей императорскаго воспитательнаго дома почетный благотворитель и академіи Россійской членъ Іоаннъ Іоанновичь Панфиловъ скончавшійся 1794 года 7 іюня на 71 году вѣка своего. Былъ духовникомъ великія Екатерины».

## Семья
Супруга — Панфилова Лукия Васильевна (1730—13 [24] августа 1772), похоронена рядом с мужем на кладбище Александро-Невской лавры.
В браке родились сын (восприемником при крещении была императрица Екатерина II) и дочь Варвара (1751—1818), в 1777 году вышедшая замуж за Матвея Корниловича Бороздина.

## Церковная и общественная деятельность
В течение 20 лет Иван Панфилов был бессменным членом Святейшего Синода и, судя по подписям на протоколах, присутствовал практически на всех заседаниях за 1774—1794 годы. Сохранилось много синодальных документов, подписанных только им одним.
Особую роль отец Иоанн сыграл в делах белого духовенства. Он приложил усилия, чтобы исключить из официальных документов пренебрежительные названия «поп», «протопоп», заменив их на «священник» и «протоиерей». При его участии были отменены телесные наказания для священников и заменены на епитимии и штрафы.
Иван Панфилов стал четвёртым членом Академии Российской и принимал участие в составлении Толкового словаря русского языка.